# Honkbal in Suriname
Honkbal werd in Suriname door Amerikaanse militairen geïntroduceerd tijdens de Tweede Wereldoorlog. In 1946 waren er wekelijkse wedstrijden in de Cultuurtuin. Na in de jaren 1950 verdween de sport nagenoeg uit Suriname. Honkbal werd vertegenwoordigd door de Surinaamse Baseball Bond.

## Geschiedenis
Honkbal deed zijn intrede in Suriname met de komst van de Amerikaanse militairen in 1941, ten tijde van de Tweede Wereldoorlog. In 1946 werd het spel wekelijks in de Cultuurtuin in Paramaribo gespeeld. Op 30 augustus 1948 werd een demonstratiewedstrijd gegeven op het Gouvernementsplein in Paramaribo (nu Onafhankelijkheidsplein) tussen militairen en de sportvereniging Spes Patriae. Het doel, om een honkbalvereniging op te zetten, slaagde met de oprichting van de vereniging 'Surinam'. Een van de initiatiefnemers, de heer C.D.H. Eygenberger, gaf in 1950 een scheidsrechterscursus bij Spes Patriae.
Eind jaren 1940 en begin jaren 1950 werden ook wedstrijden gespeeld tegen Amerikaanse matrozen die op schepen van de aluminiumproducent Alcoa werkten. Verder werd dat jaar op 8 september een internationale wedstrijd gespeeld tegen de Arubaanse Caribbean Boys. Ook in deze jaren werd honkbal in de Cultuurtuin gespeeld. De interesse voor de sport liep echter terug en in 1954 werd in nog een poging gedaan honkbal nieuw leven in te blazen. Ondanks de aanwezigheid van de Surinaamse Baseball Bond, de steun van de Amerikaanse consul en nog een poging in 1959 om de sport nieuw leven in te blazen, verdween de sportbeoefening na de jaren vijftig uit Suriname. Honkbal wordt er sindsdien nog sporadisch gespeeld.